# Chākuliā
Chākuliā är en ort i Indien.   Den ligger i distriktet Purba Singhbhum och delstaten Jharkhand, i den östra delen av landet, 1 200 km sydost om huvudstaden New Delhi. Chākuliā ligger 122 meter över havet och antalet invånare är 14 952.
Terrängen runt Chākuliā är platt. Runt Chākuliā är det tätbefolkat, med 356 invånare per kvadratkilometer. Trakten runt Chākuliā består till största delen av jordbruksmark.